# Maria Teresa Torti
Maria Teresa Torti, née le 3 juin 1951 à Quargnento, dans la province d'Alexandrie dans la région Piémont morte à Gênes  le 16 octobre 2001 , est une sociologue italienne.

## Biographie
Maria Teresa Torti est professeure de sociologie des processus culturels à l’Université de Gênes.
Elle a consacré plusieurs essais et interventions au phénomène des « oiseaux de nuit », ces gens qui vivent la nuit, examinant en profondeur les formes de communications qui apparaissent dans les lieux de rencontre de la jeunesse.
Torti dirige et conduit diverses études de type qualitatif.

## Publications italophones
- Lavoro e nocività, Ghiron, 1978 (Travail et nocivité)
- Essere insegnanti oggi, Angeli, 1981 (Être enseignant aujourd’hui)
- Giovani, scuola e lavoro, Primar, 1984 (Jeunesse, école et travail)
- lavoro dopo la laurea, Sagep, 1989 (Le travail après le diplôme de maitrise)
- In cerca di lavoro, Marietti, 1990 (À la recherche d’un emploi)
- Stranieri in Liguria, Marietti, 1992 (Étrangers en Ligurie)
- Abitare la notte. Attori e processi nei mondi delle discoteche, Costa e Nolan, Genova 1997. (Habiter la nuit. Acteurs et processus dans l’univers des discothèques)
- L'officina dei sogni: Arte e Vita nell'Underground, Costa e Nolan, Genova, 1994 (L’atelier des rêves. Art et vie dans l’Underground)